# Dadi Nurchanyadi
Dadi Nurchanyadi (* 17. Januar 1987) ist ein indonesischer Mountainbikefahrer.
Dadi Nurchanyadi gewann 2005 die Goldmedaille bei den Südostasienspielen in Manila im Cross Country-Rennen vor den beiden Philippinern Frederick Feliciano und Eusedio Quinones. In der Saison wurde er indonesischer Vizemeister hinter Sueito Bandi. Bei den Südostasienspielen 2009 in Vientiane gewann Nurchanyadi die Bronzemedaille hinter den beiden Thailändern Tawatchai Masae und Keerati Sukprasart.

## Erfolge
2005
- Südostasienspiele – Cross Country

2009
- Südostasienspiele – Cross Country